# Denta

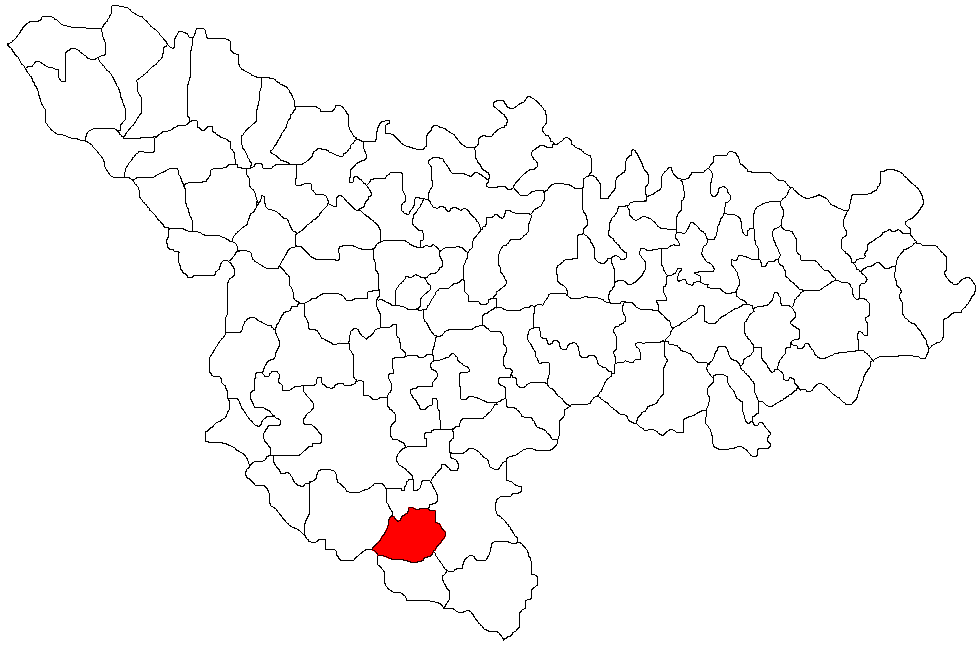
Lage der Gemeinde Denta im Kreis Timiș

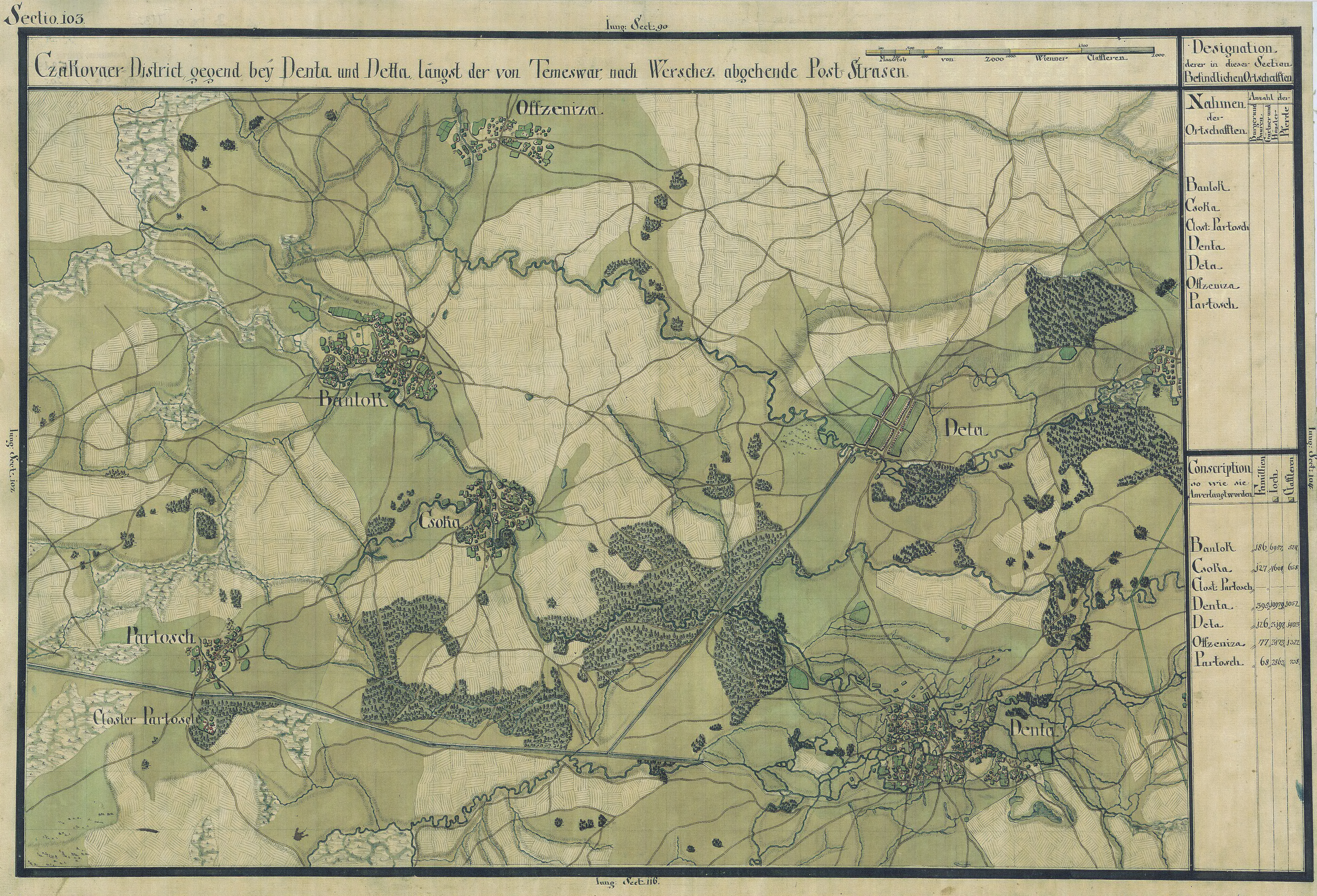
Denta auf der Josephinischen Landaufnahme (1769–1772)

Denta (selten Tenta; deutsch und ungarisch Denta, serbisch-kyrillisch Дента) ist eine Gemeinde im Kreis Timiș, in der Region Banat, im Südwesten Rumäniens. Zur Gemeinde Denta gehören die Dörfer Breștea, Rovinița Mare und Rovinița Mică.

## Geografische Lage
Denta liegt im Süden des Kreises Timiș, an der Europastraße 70, zwischen der Staatsgrenze zu Serbien und der Stadt Deta.

## Nachbarorte
| Ofsenița | Voiteg                                      | Rovinița Mare |
| Partoș   | Kompassrose, die auf Nachbargemeinden zeigt | Sângeorge     |
| Soca     | Stamora Germană                             | Breștea       |

## Geschichte
Archäologische Funde belegen, dass Denta schon seit alters her besiedelt war. Eine Steintafel mit lateinischer Inschrift bezeugt, dass die römische Gebietshauptstadt Malva sich auf dem Territorium des heutigen Denta befand. Von der Römerschanze, die östlich von Denta vorbeiführt, sind noch Überreste vorhanden. Aus der Zeit der Völkerwanderung stammen wertvolle Gold- und Silbermünzen. Kriegergräber bezeugen die Anwesenheit der Magyaren in der Nachbarschaft von Denta. Urkundlich wurde der Ort 1332 zum ersten Mal unter der Bezeichnung Dench erwähnt. Das Dorf gehörte 1370 der Familie Omor. Während der Türkenherrschaft (1552–1716) war Denta eine osmanische Festung. 1660 wurde der Ort von dem Reisenden Evliya Çelebi beschrieben.
Nachdem das Banat von Prinz Eugen von Savoyen erobert wurde, richtete die kaiserliche Militärverwaltung ein kamerales Rentamt in Denta ein, das in diesem Gebiet die geplanten Ansiedlungen durchführte. 1724 wurden die ersten Deutschen in Denta angesiedelt. Nördlich der Bârzava siedelte man Deutsche an und südlich des Flusses Rumänen. Neben dem Rentamt wurden eine Präfektur, ein Postamt, ein Pfarramt und eine Garnison eingerichtet. 1769 erhielt Denta das Recht Wochenmärkte abzuhalten. Während der darauffolgenden Türkenkriege wurde die deutsche Siedlung zerstört und viele verließen den Ort. Danach wurden vorwiegend Serben und Bulgaren hier angesiedelt. Deutsche kamen erst wieder im 19. Jahrhundert aus anderen Dörfern des Banats durch Binnenwanderung.
In Denta gab es schon immer drei Kirchen: eine römisch-katholische (1890), eine rumänisch-orthodoxe (1889) und eine serbisch-orthodoxe (1795).
Zur katholischen Glaubensgemeinschaft gehörten neben den Deutschen auch Bulgaren und Ungarn. Die heutige katholische Kirche wurde 1891 eingeweiht.
Am 4. Juni 1920 wurde das Banat infolge des Vertrags von Trianon dreigeteilt. Der größte, östliche Teil, zu dem auch Denta gehörte, fiel an Rumänien.
Infolge des Waffen-SS Abkommens vom 12. Mai 1943 zwischen der Antonescu-Regierung und Hitler-Deutschland wurden alle deutschstämmigen wehrpflichtigen Männer in die deutsche Armee eingezogen.
Noch vor Kriegsende, im Januar 1945, fand die Deportation aller volksdeutschen Frauen zwischen 18 und 30 Jahren und Männer im Alter von 16 bis 45 Jahren zur Aufbauarbeit in die Sowjetunion statt. 
Das Bodenreformgesetz vom 23. März 1945, das die Enteignung der deutschen Bauern in Rumänien vorsah, entzog der ländlichen Bevölkerung die Lebensgrundlage.
Der enteignete Boden wurde an Kleinbauern, Landarbeiter und Kolonisten aus anderen Landesteilen verteilt. Anfang der 1950er Jahre wurde die Kollektivierung der Landwirtschaft eingeleitet. 
Durch das Nationalisierungsgesetz vom 11. Juni 1948, das die Verstaatlichung aller Industrie- und Handelsbetriebe, Banken und Versicherungen vorsah, fand die Enteignung aller Wirtschaftsbetriebe unabhängig von der ethnischen Zugehörigkeit statt.
Am 18. Juni 1951 fand die Deportation in die Bărăgan-Steppe unabhängig von der ethnischen Zugehörigkeit statt. Zu diesem Zweck wurde von der rumänischen Regierung ein Plan zur Säuberung des Grenzgebiets zu Jugoslawien „von politisch unzuverlässlichen Elementen“ entworfen. Als die Bărăganverschleppten 1956 heimkehrten, bekamen sie die 1945 enteigneten Häuser und Höfe zurück, der Feldbesitz wurde jedoch kollektiviert.

## Demografie
| 1880 | 4906 | 1396 | 708  | 432  | 2370      |
| 1910 | 5991 | 1623 | 1048 | 1205 | 2115      |
| 1930 | 5116 | 1518 | 786  | 1021 | 1791      |
| 1977 | 3899 | 1820 | 521  | 94   | 1464      |
| 2002 | 3187 | 2020 | 293  | 19   | 855       |
| 2011 | 2982 | 1885 | 257  | 30   | 479 / 127 |
| 2021 | 2800 | 1792 | 168  | 24   | 370 / 94  |